# Marcinowice (gmina)
Marcinowice – gmina wiejska w województwie dolnośląskim, w powiecie świdnickim. W latach 1975–1998 gmina położona była w województwie wałbrzyskim.
Siedziba gminy to Marcinowice.
Według danych z 30 czerwca 2004 gminę zamieszkiwało 6560 osób. Natomiast według danych z 30 czerwca 2020 roku gminę zamieszkiwały 6533 osoby.

## Struktura powierzchni
Według danych z roku 2002 gmina Marcinowice ma obszar 95,91 km², w tym:
- użytki rolne: 82%
- użytki leśne: 8%

Gmina stanowi 12,91% powierzchni powiatu.

## Demografia

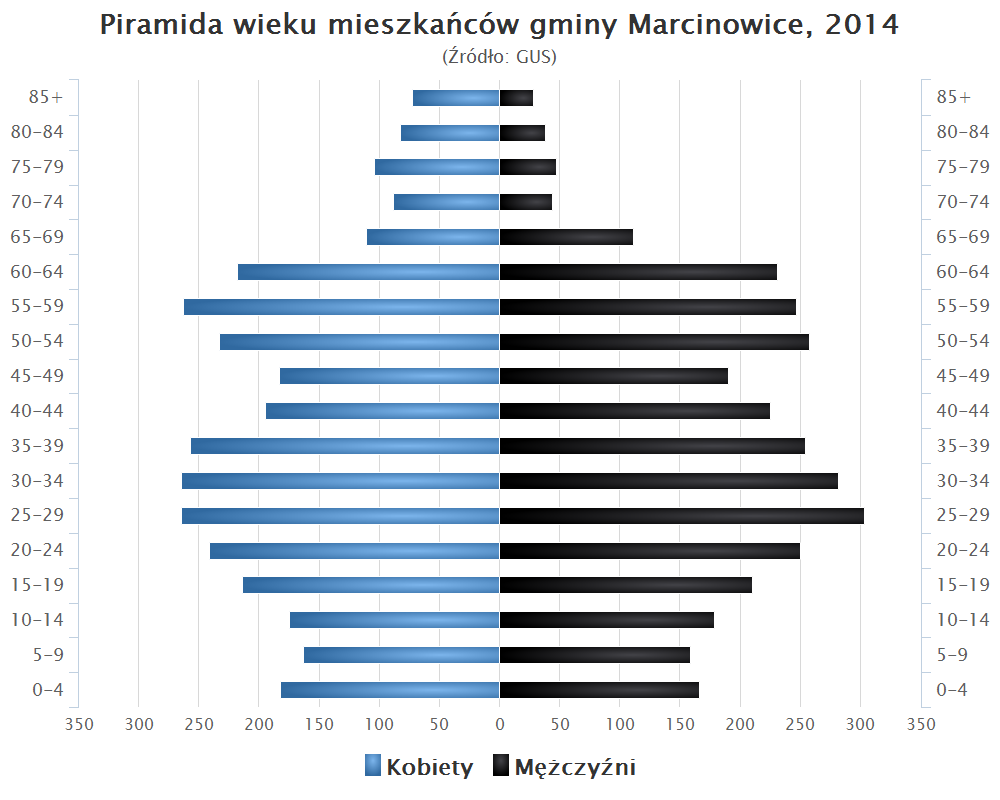
Piramida wieku mieszkańców gminy Marcinowice w 2014 roku

Dane z 30 czerwca 2004:
| Opis                              | Ogółem | Ogółem | Kobiety | Kobiety | Mężczyźni | Mężczyźni |
| --------------------------------- | ------ | ------ | ------- | ------- | --------- | --------- |
| jednostka                         | osób   | %      | osób    | %       | osób      | %         |
| populacja                         | 6560   | 100    | 3339    | 50,9    | 3221      | 49,1      |
| gęstość zaludnienia (mieszk./km²) | 68,4   | 68,4   | 34,8    | 34,8    | 33,6      | 33,6      |

## Sołectwa
Biała, Chwałków, Gola Świdnicka, Gruszów, Kątki, Klecin, Krasków, Marcinowice, Mysłaków, Sady, Stefanowice, Strzelce, Szczepanów, Śmiałowice, Tąpadła, Tworzyjanów, Wirki, Wiry, Zebrzydów.

## Sąsiednie gminy
Dzierżoniów, Łagiewniki, Mietków, Sobótka, Świdnica, Żarów